# کفرقدح
کفرقدح (به عربی: کفرقدح) یک روستا در سوریه است که در ناحیه حربنفسه واقع شده‌است. کفرقدح ۱٬۰۴۹ نفر جمعیت دارد.